# Mastigoproctus ayalai
Espèce
Mastigoproctus ayalai est une espèce d'uropyges de la famille des Thelyphonidae.

## Distribution
Cette espèce est endémique de l'État de Bolívar au Venezuela. Elle se rencontre vers Pijiguaos.

## Description
Le mâle holotype mesure 47,0 mm et la femelle paratype 30,0 mm.

## Étymologie
Cette espèce est nommée en l'honneur de José Manuel Ayala Landa.

## Publication originale
- Víquez & Armas, 2007 : A new species of Mastigoproctus Pocock, 1894 (Thelyphonida: Thelyphonidae) from Venezuela. Zootaxa, no 1463, p. 39-45.